# Fieber Henrik
Fieber/Fiber Henrik (Budapest, 1873. június 25. – Budapest, 1920. január 10.) magyar művészeti író, művészettörténész, római katolikus pap.

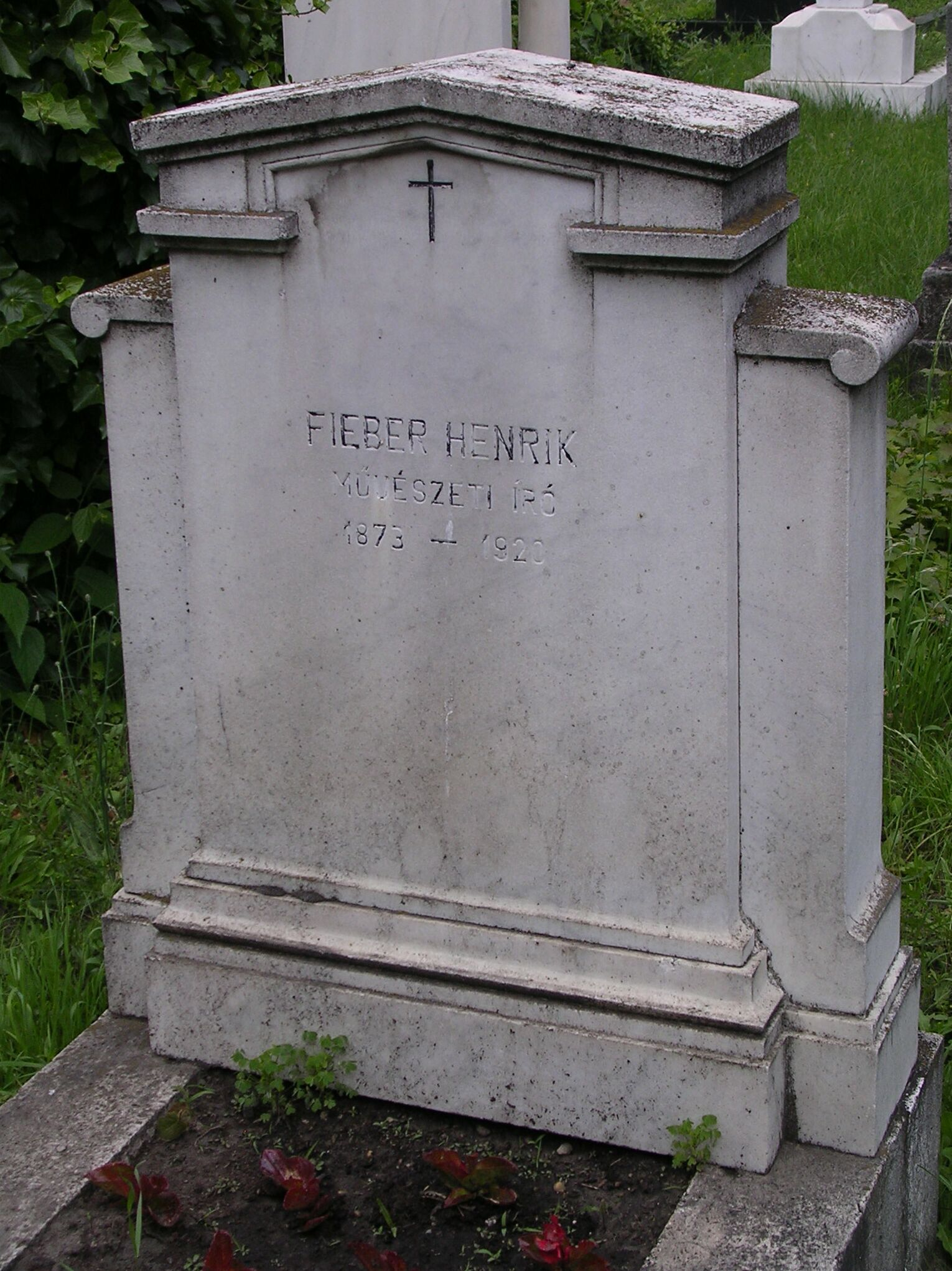
Sírja a Fiumei úti sírkertben (34-5-32)

## Életpályája
Szülei Fieber József és Kocsis Ágnes voltak. A középiskolát Budapesten, Esztergomban és Nagyszombatban végezte el. A nagyszombati érseki szeminárium növendékeként a bécsi Pázmáneumba került. Művészi tanulmányait Budapesten és Rómában folytatta. 1896-ban pappá szentelték; Zselízen lett káplán (1896–1901). 1901–1902 között Luczenbacher Pál családjánál volt nevelő. 1902–1910 között a budapesti Szent Imre Kollégium prefektusa volt. 1908-ban Budapesten az első egyházművészeti kiállítást rendezte meg. 1910–1920 között a Vallás- és Közoktatásügyi Minisztérium előadójaként dolgozott. 1915-ben a Szent István Tudományos Akadémia tagja lett.
Beutazta Európát, meglátogatta a jelentősebb múzeumokat, elismert képzőművészeti szakértő lett. Az egyházi művészet modernizálásának lelkes propagálója. A papság művészeti képzésére tanfolyamokat szervezett.
Sírja a Fiumei úti sírkertben található (34-5-32).

## Művei
- A katholikus egyházi hallgatók Szt Imre Kollégiuma (Budapest, 1903)
- Korszerű egyházművészet (Budapest, 1913)
- Modern művészet (Budapest, 1914)
- Üvegfestészet (Budapest, 1920)
- Ókori keresztény középponti elrendezésű műemlékek I. és II.
- A műemlék-restaurálás pszichológiája. I.-II.